# Orthotrichum afrofastigiatum
Orthotrichum afrofastigiatum är en bladmossart som beskrevs av C. Müller 1899. Orthotrichum afrofastigiatum ingår i släktet hättemossor, och familjen Orthotrichaceae. Inga underarter finns listade i Catalogue of Life.